# 埃科勒河畔圣日耳曼
埃科勒河畔圣日耳曼（法語：Saint-Germain-sur-École，法語發音：[sɛ̃ ʒɛʁmɛ̃ syʁ ekɔl] ⓘ）是法国塞纳-马恩省的一个市镇，属于枫丹白露区。

## 地理
埃科勒河畔圣日耳曼（48°28'30"N, 2°30'33"E）面积2.53 平方千米，位于法国法蘭西島大區塞纳-马恩省，该省份为法国北部内陆省份，北起瓦兹省，西接埃松省、马恩河谷省、塞纳-圣但尼省和瓦兹河谷省，南至卢瓦雷省，东南接约讷省，东临马恩省和奥布省，东北接埃纳省。
与埃科勒河畔圣日耳曼接壤的市镇（或旧市镇、城区）包括：佩尔特、塞利、埃科勒河畔圣索沃尔、埃科勒河畔苏瓦西。

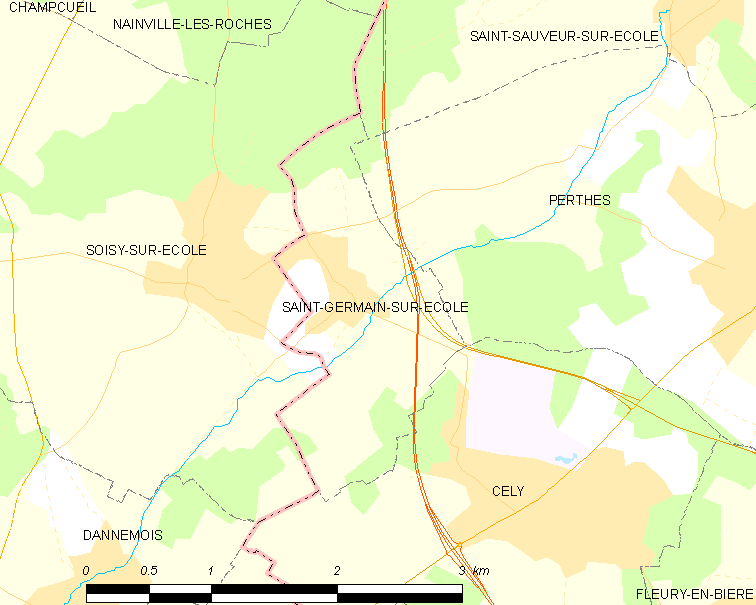
埃科勒河畔圣日耳曼的OSM定位图

埃科勒河畔圣日耳曼的时区为UTC+01:00、UTC+02:00（夏令时）。

## 行政
埃科勒河畔圣日耳曼的邮政编码为77930，INSEE市镇编码为77412。

## 政治
埃科勒河畔圣日耳曼所属的省级选区为枫丹白露县。

## 人口

1962-2008年间埃科勒河畔圣日耳曼人口变化图示

埃科勒河畔圣日耳曼于2022年1月1日时的人口数量为371人。